# Кретов, Анатолий Викторович
Анатолий Викторович Кретов (22 июля 1976, Макеевка, Донецкая область) — украинский футболист, выступавший на позиции полузащитника. Сыграл 22 матча в высшей лиге Украины.

## Биография
Воспитанник футбольной школы донецкого «Шахтёра». На взрослом уровне начал выступать в 1993 году в любительской команде «Кировец» (Макеевка). В 1990-е годы играл во второй лиге России за тобольский «Иртыш», нижневартовский «Самотлор-XXI» и «Спартак» (Луховицы). Также выступал во второй лиге Украины за «Металлург» (Комсомольское) и «Оскол» (Купянск).
В 2001 году уехал выступать в Финляндию, играл за клуб третьего дивизиона «ЯБК» (Якобстад) и команду второго дивизиона «ГБК» (Коккола).
В 2003 году вернулся на Украину и присоединился к команде «Нефтяник» (Ахтырка), в которой провёл следующие шесть сезонов. В сезоне 2006/07 со своим клубом стал победителем первой лиги и следующий сезон провёл в высшей лиге, где сыграл 22 матча, однако по итогам сезона команда вылетела обратно в первую лигу. Спустя сезон снова уехал в Финляндию, а в конце карьеры выступал за «Макеевуголь» из своего родного города. В возрасте 37 лет завершил спортивную карьеру.
Окончил Донецкий институт физической культуры, спорта и туризма (1998). С 2014 года работал детским тренером в системе донецкого «Шахтёра». Одновременно продолжал играть на любительском уровне, в 2015 году в составе ФК «Макеевка» стал финалистом первого розыгрыша Кубка ДНР и был признан лучшим полузащитником турнира, а в 2016 году во второй раз стал финалистом турнира в составе «ОД Донецкая Республика». В 2017 году, выступая за команду «Ника», был признан лучшим игроком открытого зимнего первенства Донецка.

## Личная жизнь
Старший брат Виталий (род. 1975) тоже был футболистом, играл за клубы низших дивизионов Украины, России и Финляндии. Во многих клубах играл вместе с братом.